# Tonalit
Tonalit – kwaśna skała magmowa – głębinowa, średnio- lub grubokrystaliczna. Na diagramie klasyfikacyjnym QAPF tonalit zajmuje pole 5.
W skład tonalitu wchodzą: zasadowy plagioklaz, kwarc, biotyt i amfibole oraz w niewielkich ilościach akcesoryczne: apatyt, cyrkon, monacyt, turmalin, tytanit, rutyl, magnetyt, granat i inne.
Tonalit zwykle jest barwy szarej, ciemnoszarej, czasami jest cętkowany. Ze względu na bogatą i piękną kolorystykę używany jest w budownictwie jako kamień dekoracyjny.
W Polsce tonality występują na powierzchni ziemi na Dolnym Śląsku oraz w Tatrach, natomiast w głębokim podłożu również w północno-wschodniej Polsce.